# Expedició 30
L'Expedició 30 va ser la 30a estada de llarga durada a l'Estació Espacial Internacional (ISS). Els primers tres membres de l'expedició; Dan Burbank, Anton Shkaplerov i Anatoli Ivanixin van arribar a l'ISS a bord d'una Soiuz TMA-22 el 16 de novembre de 2011, durant l'última fase de l'Expedició 29. L'Expedició 30 va començar formalment el 21 de novembre de 2011, amb la partida de l'ISS de la nau Soiuz TMA-02M. L'expedició va finalitzar la seva missió el 27 d'abril de 2012, quan Burbank, Shkaplerov i Ivanixin van partir de l'ISS a bord de la Soiuz TMA-22, marcant l'inici de l'Expedició 31.

## Tripulació
| Posició           | Primera part (Novembre de 2011 a desembre de 2011) | Segona part (Desembre de 2011 a abril de 2012) |
| ----------------- | -------------------------------------------------- | ---------------------------------------------- |
| Comandant         | Dan Burbank, NASA Tercer vol espacial              | Dan Burbank, NASA Tercer vol espacial          |
| Enginyer de Vol 1 | Anton Shkaplerov, RSA Primer vol espacial          | Anton Shkaplerov, RSA Primer vol espacial      |
| Enginyer de Vol 2 | Anatoli Ivanixin, RSA Primer vol espacial          | Anatoli Ivanixin, RSA Primer vol espacial      |
| Enginyer de Vol 3 |                                                    | Oleg Kononenko, RSA Segon vol espacial         |
| Enginyer de Vol 4 |                                                    | André Kuipers, ESA Segon vol espacial          |
| Enginyer de Vol 5 |                                                    | Don Pettit, NASA Tercer vol espacial           |

FontNASA, ESA

## Fets destacats

### Partida de la Soiuz TMA-02M
L'Expedició 30 va començar amb la partida de la tripulació de l'Expedició 28/29 a bord de la nau Soiuz TMA-02M, el 21 de novembre de 2011 a les 23:00 UTC. Això va permetre als tripulants de l'Expedició 29/30, acoblar a l'ISS la nau Soiuz TMA-22 el 16 de novembre de 2011 a les 05:24 UTC, a bord de l'estació. La Soiuz TMA-22 va ser llançada el 14 de novembre de 2011 a les 04:14 UTC, des del Cosmòdrom de Baikonur al Kazakhstan.

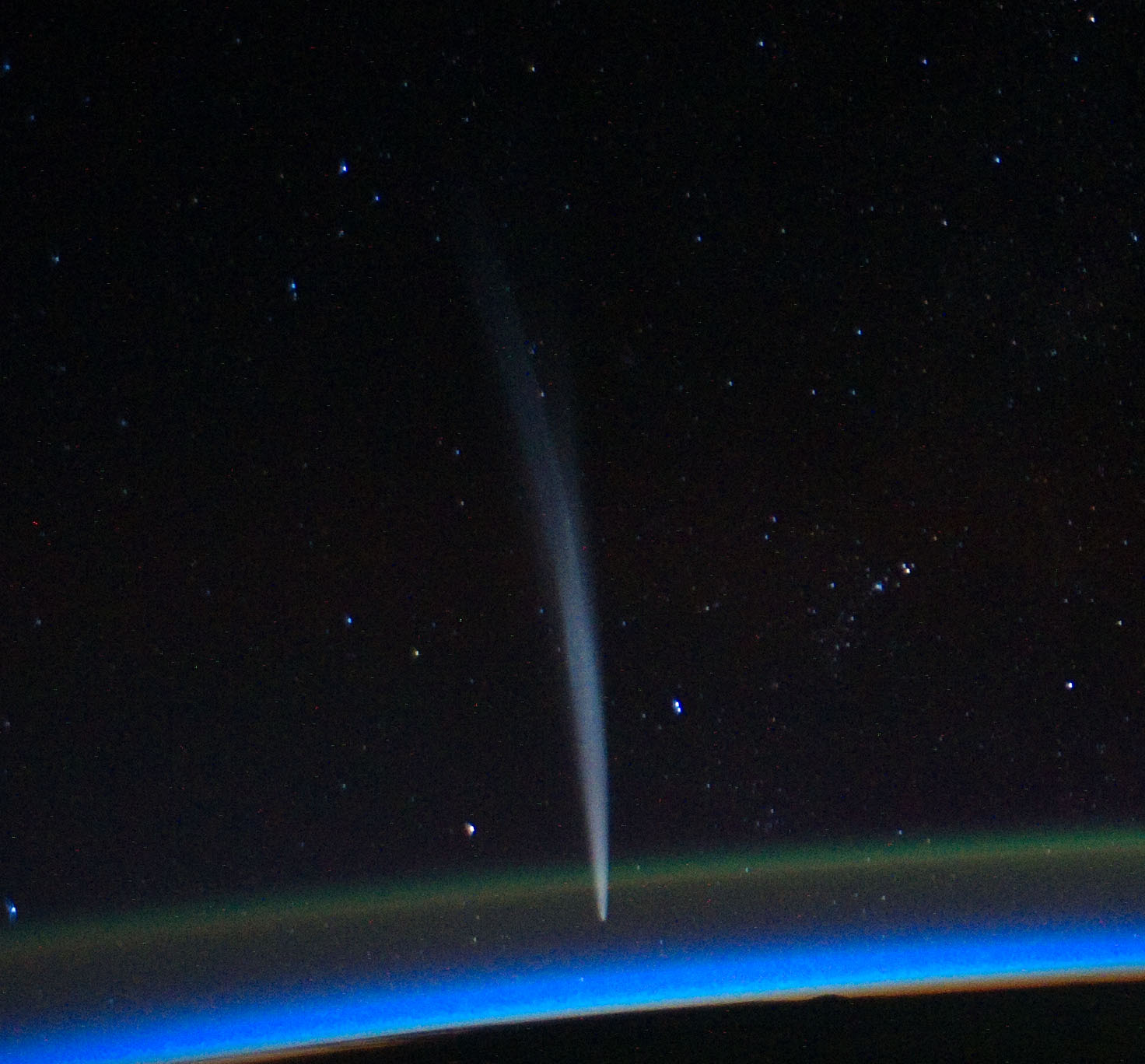
Cometa Lovejoy, des de l'ISS el 21 de desembre de 2011.

### Arribada de la Soiuz TMA-03M
L'ISS estava tripulada pels primers tres de l'Expedició 30 per aproximadament cinc setmanes i mitja. El 23 de desembre de 2011 s'hi van unir els últims tripulants de l'Expedició 30 i part de la 31, que van ser transportats a l'ISS per una nau Soiuz TMA-03M. La Soiuz TMA-03M va ser llançada el 21 de desembre de 2011 a les 13:16 UTC i es va acoblar el 23 de desembre a les 15:19 UTC.

### Observació del Cometa Lovejoy
El 21 de desembre de 2011, el Comandant de l'Expedició 30 Dan Burbank va observar una passada del cometa C/2011 W3 Lovejoy. Inicialment es va pensar que el cometa estava en una òrbita destructiva al voltant del sol, i va passar a 140.000 km de la superfície del sol. No obstant això, el cometa finalment va sobreviure al seu encontre amb el sol.

### Passeig espacial
El 16 de febrer de 2012, els tripulants russos Oleg Kononenko i Anton Shkaplerov van realitzar el primer passeig espacial del 2012, traslladant una de les grues Strela del mòdul Pirs al Poisk. Els astronautes també van instal·lar nous escuts de brossa espacial i experiments de materials a l'exterior de l'ISS.

### 50è aniversari delFriendship 7
En el 20 de febrer de 2012, la tripulació de l'ISS va commemorar el cinquantè aniversari del primer vol orbital de John Glenn amb la nau Friendship 7 del Programa Mercury. La tripulació es va sorprendre, ja que en Glenn de 90 anys, va estar parlar amb ells per videoconferència acompanyat amb l'Administrador de la NASA Charlie Bolden a la Universitat Estatal d'Ohio.

### Acoblament del ATVEdoardo Amaldi
El tercer Vehicle de Transferència Automatitzat (ATV) de l'Agència Espacial Europea, Edoardo Amaldi, va ser llançat el 23 de març de 2012, i es va acoblar amb èxit a l'ISS el 28 de març. L'ATV robòtic va transportar uns 6.595 quilograms de combustible, aigua i càrrega seca a la tripulació de l'Expedició 30, i també va ajudar a impulsar l'altura de l'estació amb els seus propulsors. L'ATV en última instància, es va mantenir acoblat fins al setembre de 2012, després va ser desorbitat i es va cremar en l'atmosfera de la Terra com estava previst.

### Acoblament de la Progress M-15M
La Progress M-15M, una nau de subministraments no tripulat russa, va ser llançat cap a l'ISS des del Cosmòdrom de Baikonur el 20 d'abril de 2012. Es va acoblar amb èxit a l'estació el 22 d'abril. En preparació per l'arribada de la nau, la seva predecessora, la Progress M-14M, es va desacoblar de l'ISS el 19 d'abril, que hi portava des del 28 de gener.

### Partida de la Soiuz TMA-22
L'Expedició 30 va finalitzar el 27 d'abril de 2012 amb la partida de la Soiuz TMA-22 des de l'ISS, transportant els astronautes Burbank, Shkaplerov i Ivanixin. Els tres astronautes van aterrar amb seguretat al Kazakhstan a les 11:45 AM (GMT), mentre que Kononenko, Kuipers i Pettit van romandre a bord de l'estació per començar l'Expedició 31.